# Tibetansk spaniel
Tibetansk Spaniel er en race, der tilhører selskabshundene. Den er en miniaturehund af typen tempelhunde. Hundens højde er omkring 25 cm og den kan være hvid, have blandede farver, eller endda være helt sort. 
Navnet stammer fra dens fortid i de tibetanske templer.[kilde mangler]

## Historie
Tibetansk spaniel er i flere tusinde år blevet opdrættet i de tibetanske templer og paladser, hvor den havde flere funktioner:
Dagen kunne den tilbringe delvis i skødet eller i ærmet i munkens kutte, hvor den var en nyttig varmekilde, dels kunne den opholde sig på klostermurene, hvor den holdt udkig og varsle munkene og de store mastiffer, hvis nogen nærmede sig.
- Wikimedia Commons har flere filer relateret til Tibetansk spaniel